# Songs from the mirror
Songs from the mirror is het derde studioalbum van Fish. In tegenstelling tot andere album bevat dit album geen nieuwe muziek van de Schot. Het zijn een aantal covers. Opvallend daarbij is de keus voor het genre waaruit hij putte, progressieve rock. Hij wilde die toch min of meer achter zich laten.
Het is een van de weinige albums van Fish die niet werden opgesierd met een hoes van Mark Wilkinson. Fish koos voor een ontwerp van Keith McIntyre getiteld The guddler, dat was ook de werktitel voor dit album. Fish beargumenteerde dit met, dat kopers bij een hoes van Wilkinson ervan uit zouden (kunnen) gaan dat het nieuwe muziek was van hem.
Na het verschijnen van het album ging Fish op tournee, de opnamen daarvan werden uitgebracht onder Sushi.
In 1998 verscheen het album met andere tracks op Roadrunner. Hold your head up verscheen op single. Het album en de single verkochten maar matig in vergelijking tot de vorige albums. In het Verenigd Koninkrijk haalde het album twee weken notering met als hoogste plaats 46; in Nederland zeven weken met hoogste plaats 16. De muziekproducent van dit album James Cassidy had Fish leren kennen tijdens de opnamen van Spartacus van Jeff Wayne.

## Musici
- Fish (Derek W. Dick) – zang
- Robin Boult – gitaar, achtergrondzang
- Foster Paterson – toetsinstrumenten, achtergrondzang
- David Paton – basgitaar, achtergrondzang
- Frank Usher – gitaar
- Kevin Wilkinson – slagwerk, percussie
- Mick Wall – achtergrondzang
- Lorna Bannon – achtergrondzang
- Jackie Bird – achtergrondzang

## Muziek
| Nr. | Titel | van/van album                                                             | Duur |
| --- | --- | ------------------------------------------------------------------------- | ---- |
| 1.  | Question (Justin Hayward)                                                                                       | Moody Blues, A Question of Balance                                        | 6:41 |
| 2.  | Boston Tea Party (Alex Harvey, Hugh McKenna, Zal Cleminson)                                                     | Sensational Alex Harvey Band/SAHB Stories                                 | 4:22 |
| 3.  | Fearless (David Gilmour, Roger Waters)                                                                          | Pink Floyd/Meddle                                                         | 6:15 |
| 4.  | Apeman (Ray Davies)                                                                                             | The Kinks/Lola versus Powerman and the moneyground                        | 5:57 |
| 5.  | Hold you head up (Rod Argent, Chris White)                                                                      | Argent/All Together Now                                                   | 3:47 |
| 6.  | Solo (Sandy Denny)                                                                                              | Sendy Denny/ Like an old fashioned waltz                                  | 4:46 |
| 7.  | I know what I like (in your wardrobe) (Tony Banks, Phil Collins, Peter Gabriel, Mike Rutherford, Steve Hackett) | Genesis/Selling England by the Pound                                      | 4:17 |
| 8.  | Jeepster (Marc Bolan)                                                                                           | T. Rex/Electric Warrior                                                   | 4:10 |
| 9.  | Five years (David Bowie)                                                                                        | David Bowie/The Rise and Fall of Ziggy Stardust and the Spiders from Mars | 4:10 |

| Nr. | Titel                                                                                       | van/van album                      | Duur |
| --- | ------------------------------------------------------------------------------------------- | ---------------------------------- | ---- |
| 1.  | Question (Justin Hayward)                                                                   |                                    | 6:41 |
| 2.  | Boston Tea Party (Alex Harvey, Hugh McKenna, Zal Cleminson)                                 |                                    | 4:22 |
| 3.  | Fearless (David Gilmour, Roger Waters)                                                      |                                    | 6:15 |
| 4.  | Apeman (Ray Davies)                                                                         |                                    | 5:57 |
| 5.  | Hold your head up (Rod Argent, Chris White)                                                 |                                    | 3:47 |
| 6.  | I know what I like (Tony Banks, Phil Collins, Peter Gabriel, Mike Rutherford,Steve Hackett) |                                    | 4:17 |
| 7.  | Solo (Sandy Denny)                                                                          |                                    | 4:46 |
| 8.  | Time and a word (Jon Anderson, David Foster)                                                | Yes/Time and a Word                | 4:24 |
| 9.  | The Seeker (Pete Townsend)                                                                  | The Who/Meaty Beaty Big and Bouncy | 3:16 |
| 10. | Five years (Davis Bowie)                                                                    |                                    | 5:19 |